# Grammatica del greco moderno
La lingua greca moderna è una lingua flessiva di origine indoeuropea; le parlate greche moderne (demotiche) derivano dalla koinè ellenistica e la grammatica standard del greco moderno è conforme sostanzialmente a quella demotica ereditata, con qualche influsso della katharèvousa.

## Caratteristiche generali

### Sintassi
L'ordine più usuale delle parole nella frase è "SVO" (Soggetto Verbo Oggetto, come in italiano), ma non sono infrequenti costruzioni alternative come "VSO".
Nella coppia nome-aggettivo, l'attributo precede il sostantivo (ο καλός σκύλος, il buon cane), oppure lo segue con articolo raddoppiato (ο σκύλος ο καλός). I possessivi, sia pronominali sia sostantivali al genitivo, generalmente seguono il sostantivo a cui si riferiscono (η αδερφή μου, mia sorella; ο αδερφός της μητέρας, il fratello della madre).
Avendo una flessione verbale differenziata nelle varie persone, il greco moderno usualmente non esprime i soggetti desumibili, se non per scopi enfatici, come fa anche l'italiano.

### Morfologia
Il greco moderno ha conservato sia una flessione verbale (distinta in tempi, modi, persone e numero) sia una flessione nominale (distinta in genere, caso e numero). Vi è tuttavia stata una certa semplificazione rispetto al greco antico: fra le persone verbali e nominali è scomparso il duale (già assente in alcuni dialetti antichi e di uso sporadico nel greco classico), fra i modi verbali non si sono conservati l'ottativo e l'infinito; fra i tempi, gli antichi futuro e perfetto, sintetici, sono stati sostituiti da forme perifrastiche (θα λάβω, prenderò; έχω λάβει, ho preso). La flessione nominale ha inoltre perso il dativo, le cui funzioni sono state assunte nei pronomi personali dal genitivo (σου δίνω, ti do), nei nomi dalla forma σε+accusativo (δίνω στο Μάρκο, do a Marco). 
La morfologia verbale si è semplificata con la perdita delle classi atematiche sia nel presente sia nell'aoristo. Quest'ultimo ha generalizzato le desinenze dell'aoristo debole, estese anche all'imperfetto.
Il sistema delle tre declinazioni si è riorganizzato: la terza in particolare è pressoché scomparsa, sopravvivendo in poche forme neutre arcaiche (del tipo di το έτος, l'anno) e in qualche plurale femminile (η πίστη la fede, assorbito dalla prima declinazione, conserva al plurale πίστεις e il genitivo των πίστεων). Per il resto, maschili e femminili della terza si sono reinseriti, a partire dall'accusativo antico in -a, nella prima declinazione (ο πατέρας il padre, η ελπίδα la speranza...).

## Alfabeto
L'alfabeto utilizzato nel greco moderno è lo stesso che veniva utilizzato in epoca classica. Esso è composto da 24 lettere, alcune delle quali hanno subito modificazioni della pronuncia nel corso dei secoli:
| Lettera | Nome    | Nome                | Pronuncia                                  | Traslitterazione latina |
| Lettera | Greco   | Trascrizione latina | Pronuncia                                  | Traslitterazione latina |
| ------- | ------- | ------------------- | ------------------------------------------ | ----------------------- |
| Α α     | άλφα    | alfa                | [a]                                        | a                       |
| Β β     | βήτα    | vita                | [v]                                        | v                       |
| Γ γ     | γάμμα   | gamma               | [j]/[ʝ] prima di [ɛ] o [i]; altrimenti [ɣ] | g                       |
| Δ δ     | δέλτα   | delta               | [ð]                                        | d                       |
| Ε ε     | έψιλον  | epsilon             | [ɛ]                                        | e                       |
| Ζ ζ     | ζήτα    | zita                | [z]                                        | z                       |
| Η η     | ήτα     | ita                 | [i]                                        | i                       |
| Θ θ     | θήτα    | thita               | [θ]                                        | th                      |
| Ι ι     | ιώτα    | iota                | [i]                                        | i                       |
| Κ κ     | κάππα   | kappa               | [k]                                        | k                       |
| Λ λ     | λάμδα   | lamda               | [l]                                        | l                       |
| Μ μ     | μυ      | mi                  | [m]                                        | m                       |
| Ν ν     | νυ      | ni                  | [n]                                        | n                       |
| Ξ ξ     | ξι      | xi                  | [ks]                                       | ks                      |
| Ο ο     | όμικρον | omicron             | [ɔ]                                        | o                       |
| Π π     | πι      | pi                  | [p]                                        | p                       |
| Ρ ρ     | ρω      | ro                  | [r]                                        | r                       |
| Σ σ     | σίγμα   | sigma               | [s]                                        | s                       |
| ς       | σίγμα   | sigma finale        | [s]                                        | s                       |
| Τ τ     | ταυ     | taf                 | [t]                                        | t                       |
| Υ υ     | ύψιλον  | ypsilon             | [i]                                        | y                       |
| Φ φ     | φι      | phi                 | [f]                                        | f                       |
| Χ χ     | χι      | chi                 | [x]                                        | ch, h                   |
| Ψ ψ     | ψι      | psi                 | [ps]                                       | ps                      |
| Ω ω     | ωμέγα   | omega               | [ɔ]                                        | o                       |

Note
- La lettera δ è una fricativa dentale sonora /ð/, ossia equivale al th inglese sonoro di this.
- La lettera θ è una fricativa dentale sorda /θ/, ossia equivale al suono th inglese sordo di both.
- La lettera γ è una fricativa velare sonora /ɣ/, ossia è come il ch tedesco sonorizzato. La sua pronuncia è questa davanti alle consonanti (tranne un'altra gamma, nel qual caso il gruppo si legge /ŋɡ/) e alle vocali orali /a ɔ o u/, mentre davanti alle vocali palatali (/ɛ e i/) oscilla fra la semiconsonante palatale /j/ e una fricativa palatale sonora /ʝ/, ossia una i semiconsonante particolarmente schiacciata.
- La lettera χ è la fricativa velare sorda /x/, come il ch tedesco o la j spagnola; la sua pronuncia è questa davanti alle consonanti e alle vocali orali /a ɔ o u/, mentre davanti alle vocali palatali (/ɛ e i/) diventa una fricativa palatale sorda /ç/.
- La lettera κ si pronuncia come la c dura di cane davanti alle consonanti e alle vocali orali /a ɔ o u/; tuttavia, davanti alle vocali palatali /ɛ e i/ si palatalizza e la sua pronuncia oscilla fra un'occlusiva velare sorda seguita da approssimante palatale (/kj/) e un'occlusiva palatale sorda /c/: και[1] /kjɛ/~/cɛ/, καινός /kjɛˈnɔs/~/cɛˈnɔs/.
- La lettera σ si pronuncia sempre come la "s" sorda di sasso; contrariamente all'italiano, non si sonorizza se intervocalica. Tuttavia, si sonorizza davanti alle consonanti sonore β, γ, μ, ν: σβήνω /ˈzvinɔ/, Σμύρνη /ˈzmirni/, σνίχι /ˈzniçi/.
- ς è la grafia di σ usata solo in fine di parola.
- La lettera ζ scrive la s sonora di rosa, mai la zeta italiana di zaino: ζωή /zɔˈi/
- Fra ο e ω non c'è differenza nella pronuncia, che è solitamente una o aperta; l'apertura o chiusura delle vocali non è distintiva in greco. La loro distribuzione nel greco moderno risponde solo a principi etimologici.
- Non c'è inoltre nessuna differenza fonetica fra tutti i modi in cui si scrive il suono /i/. Anche in questo caso la ragione di questa scrittura anomala è nel principio etimologico su cui si fonda l'ortografia del greco moderno.
- Non c'è differenza fra la pronuncia di ε e quella del dittongo αι, che è solitamente una e aperta; l'apertura o chiusura delle vocali non è distintiva in greco.
- La presenza di ν prima di una consonante ne causa la sonorizzazione, anche a cavallo fra due parole: τον πατέρα sarà quindi pronunciato τοm bατέρα (se non anche το bατέρα, con caduta della nasale), στην Κρήτη diventa στηŋ Gρήτη (oppure στη Gρήτη), λύνονται diventa λύνοndαι (o λύνοdαι).
- L'approssimante palatale tende ad essere pronunciata con molta enfasi, tanto da farla diventare una fricativa palatale sonora o sorda o anche quasi una nasale palatale, a seconda del contesto: γιος /jɔs/~/ʝɔs/, πια /pja/~/pça/, μια /mja/~/mɲa/.

## Consonanti e dittonghi
| Gruppo | Pronuncia |
| ------ | --- |
| αι     | e |
| ει     | i |
| οι     | i |
| υι     | i |
| αυ     | av davanti a vocali e alle consonanti sonore, af davanti alle consonanti sorde e prima di una pausa.                                                                                           |
| ευ     | ev davanti a vocali e alle consonanti sonore, ef davanti alle consonanti sorde e prima di una pausa.                                                                                           |
| ου     | u |
| γγ     | ngh (esempio: άγγελος ànghelos "angelo" ) |
| γκ     | ng nelle parole greche (es. αγκαλιά angalià "abbraccio") o gh duro nelle parole di origine straniera (es γκρίζος grìsos "grigio" )                                                             |
| ντ     | d a inizio e fine di parola e nd in mezzo alla parola: ad esempio la parola ντομάτα, pomodoro, si pronuncia domata mentre μαντολίνο, si legge mandolino                                        |
| μπ     | b a inizio e fine di parola e mb in mezzo alla parola: la parola μπαμπάς tuttavia si pronuncia babàs ignorando la regola. Invece ad esempio la parola ομπρέλα, ombrello, si pronuncia ombrela. |
| λι     | esiste solo in corpo di parola e si pronuncia /ʎ/, ossia il suono gli di aglio. Lo si trova ad esempio nelle parole ήλιος /ˈiʎɔs/ o αγκαλιά /aŋɡaˈʎa/.                                         |
| νι     | si pronuncia /ɲ/ (come la gn di gnomo). Si trova ad esempio nella parola μπάνιο /ˈbaɲo/ |

Note
- Nei dittonghi l'accento va sempre messo nella seconda lettera, anche se pronunciato sulla prima. Fate attenzione a rispettare questa regola, poiché un semplice spostamento di accento cambia la pronuncia della parola. Ad esempio: "αποστολείς" si legge "apostolìs", "αποστολέις" si legge "apostoléis".
- In greco moderno non esistono parole, salvo quelle di origine straniera, che iniziano o terminano con i gruppi γγ, γκ, γχ, ma possiamo comunque trovarli nella trascrizione di parole straniere. Ad esempio γκρούπ  non è una parola di origine greca, ma semplicemente la trascrizione della parola "group" inglese.

## Accentazione
Con la riforma ortografica del 1982 è stato abolito il sistema politonico introducendo quello monotonico: ora non esistono più i tre diversi tipi di accento (grave, acuto e circonflesso) né gli spiriti che nella pronuncia del greco antico indicavano se la vocale iniziale di una parola fosse o meno aspirata.
I testi che adottano il sistema politonico non hanno ovviamente una pronuncia particolare: i vari accenti e gli spiriti nel greco moderno sono solo orpelli grafici arcaizzanti. Il passaggio al sistema monotonico ha semplificato il sistema di accentazione rendendolo più coerente con la pronuncia moderna.
Nel greco moderno l'accento, che è solo quello acuto, viene posto sulla vocale tonica dei polisillabi, mentre i monosillabi restano inaccentati, tranne nei casi di omografia in cui l'accento ha funzione diacritica (ad esempio η "la", ή "oppure"). L'accento non può cadere prima della terzultima sillaba.
A seconda della posizione dell'accento su ciascuna parola, questa si dice:
- ossitona: quando l'accento cade sull'ultima sillaba (αγορά, παιδί)
- parossitona: quando l'accento cade sulla penultima sillaba (βιβλίο, κρεβάτι)
- proparossitona: quando l'accento cade sulla terzultima sillaba (άλογο, παράθυρο)

Nei dittonghi αυ, ευ / αι, ει - quando sono tonici - l'accento viene scritto sempre sulla seconda vocale.

### Le leggi dell'accento
1. Nei dittonghi, quando accentati, l'accento viene posto sempre sul secondo elemento, sebbene sia pronunciato sul primo.
2. Sulle parole monosillabiche di norma non viene posto accento. Ci sono tuttavia alcune parole monosillabiche che lo mantengono, per differenziarsi da altre omografe, su cui non viene posto l'accento. Ad esempio ή (o, oppure), πώς (come), πού (dove).
3. Una parola proparossitona seguita da un pronome personale prende un secondo accento, per non avere più di tre sillabe non accentate, ad esempio: τα χρήματά μου (le mie ricchezze). In questi casi si pronuncia solo il nuovo accento d'enclisi e quello originario viene tralasciato: /taxrimaˈtamu/
4. Quando una sillaba accentata cade, l'accento non si sposta, ma cade anch'esso: potremmo quindi trovare due parole atone: θα 'θελα /ˈθaθɛla/ (= θα ήθελα, vorrei).
5. Le parole che divengono monosillabiche in seguito ad un'elisione mantengono il proprio accento: από δώ (= από εδώ, da qua).
6. Dopo un imperativo bisillabico, il primo di eventualmente due pronomi atoni prende l'accento: δείξε μού το, fammelo vedere.

## Articolo
L'articolo è rimasto quello del greco antico, con l'unica differenza che il dativo non esiste più. L'articolo concorda in caso, genere e numero con il sostantivo a cui si riferisce.
L’articolo determinativo greco è “ο, η, το”, rispettivamente maschile - femminile - neutro:
|            | Maschile | Femminile | Neutro |
| ---------- | -------- | --------- | ------ |
| Nominativo | ο        | η         | το     |
| Genitivo   | του      | της       | του    |
| Accusativo | το(ν)    | τη(ν)     | το     |

Gli accusativi maschile e femminile nel greco antico terminavano “ν”, che oggi viene lasciata cadere ma si conserva prima delle vocali (per evitare lo iato) e solitamente anche prima di π, τ, κ, ξ, ψ, cui si assimila e che sonorizza. Nella lingua parlata tende a comparire più spesso.
Il femminile è caratterizzato dalla vocale η, i genitivi (ed eventualmente gli accusativi) maschili e neutri coincidono.
|            | Maschile | Femminile | Neutro |
| ---------- | -------- | --------- | ------ |
| Nominativo | οι       | οι        | τα     |
| Genitivo   | των      | των       | των    |
| Accusativo | τους     | τις       | τα     |

Il genitivo plurale è comune a tutti i generi. I nominativi maschili e femminili coincidono. Si noti che i casi retti del neutro sia nel singolare che nel plurale coincidono: questa è una caratteristica di qualsiasi elemento di genere neutro della lingua greca.
L’uso dell’articolo determinativo è sostanzialmente lo stesso dell’italiano, ma con una eccezione: in greco si usa sempre anche davanti ai nomi propri e ai nomi di città. Spesso, inoltre, ha la funzione di specificare il caso in parole indeclinabili e nei prestiti.
L' articolo indeterminativo al contrario è molto meno usato rispetto all’italiano, e può essere omesso. Traduce anche il numerale “uno”.
Singolare:
|            | Maschile | Femminile     | Neutro |
| ---------- | -------- | ------------- | ------ |
| Nominativo | ένας     | μία/μια       | ένα    |
| Genitivo   | ενός     | μίας/μιας     | ενός   |
| Accusativo | ένα      | μία(ν)/μια(ν) | ένα    |

L’articolo indeterminativo non si usa al plurale, dove può essere sostituito dall’aggettivo indefinito “qualche”. Per il femminile esiste anche una variante senza accento: μια /mja/, μιας /mjas/, μια.

### Preposizione articolata
Nel greco moderno esiste un solo caso di preposizione articolata che unisce la preposizione σε con le forme dell'articolo all'accusativo. Di seguito la flessione:

#### Singolare
| Maschile | Femminile | Neutro |
| -------- | --------- | ------ |
| στο(ν)   | στη(ν)    | στο    |

#### Plurale
| Maschile | Femminile | Neutro |
| -------- | --------- | ------ |
| στους    | στις      | στα    |

Dal momento che la preposizione σε regge solo l'accusativo, la preposizione articolata ha solo questo caso.

## Flessione
In greco ogni sostantivo si declina, e quindi possiede vari casi:
- nominativo (ονομαστική)[3]: esprime il soggetto.
- genitivo (γενική): esprime il complemento di specificazione. È anche retto da un ristretto numero di preposizoni.
- accusativo (αιτιατική): esprime il complemento oggetto. È inoltre il caso retto dalla maggior parte delle preposizioni.
- vocativo (κλητική): esprime il complemento di vocazione, ossia viene usato per chiamare o invocare una persona o entità. Ha un'uscita distinta, in -ε, soltanto al singolare dei sostantivi e aggettivi maschili e i pochi femminili in -ος, mentre nel resto dei maschili in -ας/-ης/-ες/-ους al singolare semplicemente toglie il sigma; in tutti gli altri casi è sempre identico al nominativo.

Anticamente il greco possedeva anche un altro caso, il dativo (δοτική), di cui rimangono tracce in espressioni cristallizzate. Questo caso esprimeva il complemento di termine, ma svolgeva anche moltissime altre funzioni grazie all'impiego di preposizioni. Il greco moderno lo ha sostituito con l'uso dell'accusativo coadiuvato da preposizioni.
Generalmente, i nomi sono divisi in isosillabi e anisosillabi. Questa differenza deriva dalla formazione del plurale (e talvolta di alcuni casi del singolare): gli isosillabi mantengono lo stesso numero di sillabe (ουρανός > ουρανοί), mentre gli anisosillabi aggiungono una sillaba (αλεπού > αλεπούδες, όνομα > ονόματα, παππούς > παππούδες).
Da notare che nella declinazione dei nomi neutri i casi nominativo, accusativo e vocativo sono sempre uguali, sia al singolare che al plurale.
Ci sono vari tipi di declinazioni per tutti e tre i casi, di cui presentiamo un esempio per ognuno.

### Il nome
Il greco ha tre generi: il maschile (το αρσενικό), il femminile (το θηλυκό) ed il neutro (το ουδέτερο), e due numeri: singolare (ενικός) e plurale (πληθυντικός).
Normalmente, il genere si può determinare per la terminazione del nome:
- Terminazioni maschili:
  - -ος
    - ο σκύλος il cane
    - ο αδελφός il fratello
    - Eccezioni femminili: η έρημος il deserto, η μέθοδος il metodo, η οδός la strada
    - Eccezioni neutre: το μέρος la parte, το λάθος l'errore

  - -ης
    - ο μαθητής lo studente
    - ο χασάπης il macellaio

  - -ας
    - ο πατέρας il padre
    - ο ψαράς il pescatore

  - -ες
    - ο κεφτές la polpetta
    - ο καφές il caffè

  - -ους
    - ο παππούς il nonno
- Terminazioni femminili:
  - -α
    - η γάτα il gatto
    - η δουλειά il lavoro

  - -η
    - η ζωή la vita
    - η κόρη la figlia

  - -ου
    - η αλεπού la volpe
    - η μαϊμού la scimmia
    - Eccezione neutra: το μενού il menù
- Terminazioni neutre:
  - -ο
    - το άλογο il cavallo
    - το λεξικό il dizionario

  - -ι
    - το σπίτι la casa
    - το καρφί il chiodo

  - -μα
    - το πρόβλημα il problema
    - το ρήμα il verbo

### Maschili parisillabi

#### Singolare
| Caso       | cielo   | vincitore | marinaio | gara   | strada | mittente   | guardiano | angelo  |
| ---------- | ------- | --------- | -------- | ------ | ------ | ---------- | --------- | ------- |
| Nominativo | ουρανός | νικητής   | ναύτης   | αγώνας | δρόμος | αποστολέας | φύλακας   | άγγελος |
| Genitivo   | ουρανού | νικητή    | ναύτη    | αγώνα  | δρόμου | αποστολέα  | φύλακα    | αγγέλου |
| Accusativo | ουρανό  | νικητή    | ναύτη    | αγώνα  | δρόμο  | αποστολέα  | φύλακα    | άγγελο  |
| Vocativo   | ουρανέ  | νικητή    | ναύτη    | αγώνα  | δρόμε  | αποστολέα  | φύλακα    | άγγελε  |

#### Plurale
| Caso       |          |         |        |        |         |            |         |          |
| ---------- | -------- | ------- | ------ | ------ | ------- | ---------- | ------- | -------- |
| Nominativo | ουρανοί  | νικητές | ναύτες | αγώνες | δρόμοι  | αποστολείς | φύλακες | άγγελοι  |
| Genitivo   | ουρανών  | νικητών | ναύτων | αγώνων | δρόμων  | αποστολέων | φυλάκων | αγγέλων  |
| Accusativo | ουρανούς | νικητές | ναύτες | αγώνες | δρόμους | αποστολείς | φύλακες | άγγελους |
| Vocativo   | ουρανοί  | νικητἐς | ναύτες | αγώνες | δρόμοι  | αποστολείς | φύλακες | άγγελοι  |

### Maschili imparisillabi

#### Singolare
| Caso       | fastidio | caffè | nonno   | tassista | re    | casalinga  | panettiere |
| ---------- | -------- | ----- | ------- | -------- | ----- | ---------- | ---------- |
| Nominativo | μπελάς   | καφές | παππούς | ταξιτζής | ρήγας | νοικοκύρης | φούρναρης  |
| Genitivo   | μπελά    | καφέ  | παππού  | ταξιτζή  | ρήγα  | νοικοκύρη  | φούρναρη   |
| Accusativo | μπελά    | καφέ  | παππού  | ταξιτζή  | ρἠγα  | νοικοκύρη  | φούρναρη   |
| Vocativo   | μπελά    | καφέ  | παππού  | ταξιτζή  | ρήγα  | νοικοκύρη  | φούρναρη   |

#### Plurale
| Caso       |          |         |           |            |         |              |             |
| ---------- | -------- | ------- | --------- | ---------- | ------- | ------------ | ----------- |
| Nominativo | μπελάδες | καφέδες | παππούδες | ταξιτζήδες | ρηγάδες | νοικοκύρηδες | φουρνάρηδες |
| Genitivo   | μπελάδων | καφέδων | παππούδων | ταξιτζήδων | ρηγάδων | νοικοκυρήδων | φουρναρήδων |
| Accusativo | μπελάδες | καφέδες | παππούδες | ταξιτζήδες | ρηγάδες | νοικοκύρηδες | φουρνάρηδες |
| Vocativo   | μπελάδες | καφἐδες | παππούδες | ταξιτζήδες | ρηγάδες | νοικοκύρηδες | φουρνάρηδες |

### Femminili parisillabi

#### Singolare
| Caso       | cuore   | cibo   | percorso | ora  | vittoria | ciminiera  | mare     | zucchero | uscita |
| ---------- | ------- | ------ | -------- | ---- | -------- | ---------- | -------- | -------- | ------ |
| Nominativo | καρδιά  | τροφή  | οδός     | ώρα  | νίκη     | καπνοδόχος | θάλασσα  | ζάχαρη   | έξοδος |
| Genitivo   | καρδιάς | τροφής | οδού     | ώρας | νίκης    | καπνοδόχου | θάλασσας | ζάχαρης  | εξόδου |
| Accusativo | καρδιά  | τροφή  | οδό      | ώρα  | νίκη     | καπνοδόχο  | θάλασσα  | ζάχαρη   | ἐξοδο  |
| Vocativo   | καρδιά  | τροφή  | οδέ      | ώρα  | νίκη     | καπνοδόχε  | θάλασσα  | ζάχαρη   | έξοδε  |

#### Plurale
| Caso       |         |        |       |      |       |             |          |         |         |
| ---------- | ------- | ------ | ----- | ---- | ----- | ----------- | -------- | ------- | ------- |
| Nominativo | καρδιές | τροφές | οδοί  | ώρες | νίκες | καπνοδόχοι  | θάλασσες | ζάχαρες | έξοδοι  |
| Genitivo   | καρδιών | τροφών | οδών  | ώρων | νικών | καπνοδόχων  | θαλασσών | ζαχαρών | εξόδων  |
| Accusativo | καρδιές | τροφές | οδούς | ώρες | νίκες | καπνοδόχους | θαλασσες | ζάχαρες | εξόδους |
| Vocativo   | καρδιές | τροφές | οδοί  | ώρες | νίκες | καπνοδόχοι  | θάλασσες | ζάχαρες | έξοδοι  |

### Nomi arcaizzanti
Esistono anche alcuni nomi detti arcaizzanti, che seguono in parte la declinazione del greco antico. Derivano dai nomi che anticamente uscivano in –ις, come πόλις. Il greco moderno ha semplificato la desinenza –ις del nominativo singolare in –η, riconducendo i sostantivi di questo tipo alla più regolare prima declinazione. Rimangono nella declinazione alcune tracce di quella antica, come la desinenza alternativa del genitivo singolare –εως (comunque poco usata nel parlato) e il plurale uscente in –εις. Quindi avremo, ad esempio, *πόλις > πόλη, *δύναμις > δύναμη. Di seguito la declinazione.

#### Singolare
| Caso       |                  |
| ---------- | ---------------- |
| Nominativo | δύναμη           |
| Genitivo   | δύναμης/δυνάμεως |
| Accusativo | δύναμη           |
| Vocativo   | δύναμη           |

#### Plurale
| Caso       |          |
| ---------- | -------- |
| Nominativo | δυνάμεις |
| Genitivo   | δυνάμεων |
| Accusativo | δυνάμεις |
| Vocativo   | δυνάμεις |

### Arcaizzanti imparisillabi

#### Singolare
| Caso       | nonna   | volpe   |
| ---------- | ------- | ------- |
| Nominativo | γιαγιά  | αλεπού  |
| Genitivo   | γιαγιάς | αλεπούς |
| Accusativo | γιαγιά  | αλεπού  |
| Vocativo   | γιαγιά  | αλεπού  |

#### Plurale
| Caso       |           |           |
| ---------- | --------- | --------- |
| Nominativo | γιαγιάδες | αλεπούδες |
| Genitivo   | γιαγιάδων | αλεπούδων |
| Accusativo | γιαγιάδες | αλεπούδες |
| Vocativo   | γιαγιάδες | αλεπούδες |

### Sostantivi neutri parisillabi

#### Singolare
| Caso       | cervello | vino    | canzone    | mezzo | specie | viso     | suolo   |
| ---------- | -------- | ------- | ---------- | ----- | ------ | -------- | ------- |
| Nominativo | μυαλό    | κρασί   | τραγούδι   | μέσο  | γένος  | πρόσωπο  | έδαφος  |
| Genitivo   | μυαλού   | κρασιού | τραγουδιού | μέσου | γένους | προσώπου | εδάφους |
| Accusativo | μυαλό    | κρασί   | τραγούδι   | μέσο  | γένος  | πρόσωπο  | έδαφος  |
| Vocativo   | μυαλό    | κρασί   | τραγούδι   | μέσο  | γένος  | πρόσωπο  | έδαφος  |

#### Plurale
| Caso       |        |         |            |       |       |          |        |
| ---------- | ------ | ------- | ---------- | ----- | ----- | -------- | ------ |
| Nominativo | μυαλά  | κρασιά  | τραγούδια  | μέσα  | γένη  | πρόσωπα  | εδάφη  |
| Genitivo   | μυαλών | κρασιών | τραγουδιών | μέσων | γένων | προσώπων | εδάφων |
| Accusativo | μυαλά  | κρασιά  | τραγούδια  | μέσα  | γένη  | πρόσωπα  | εδάφη  |
| Vocativo   | μυαλά  | κρασιά  | τραγούδια  | μέσα  | γένη  | πρόσωπα  | εδάφη  |

### Sostantivi neutri imparisillabi

#### Singolare
| Caso       | regime     | prodotto  | carne   | sangue  | interesse     | universo  | vocale    | nome     |
| ---------- | ---------- | --------- | ------- | ------- | ------------- | --------- | --------- | -------- |
| Nominativo | καθεστώς   | προϊόν    | κρέας   | αίμα    | ενδιαφέρον    | σύμπαν    | φωνήεν    | όνομα    |
| Genitivo   | καθεστώτος | προϊόντος | κρέατος | αίματος | ενδιαφέροντος | σύμπαντος | φωνήεντος | ονόματος |
| Accusativo | καθεστώς   | προϊόν    | κρέας   | αίμα    | ενδιαφέρον    | σύμπαν    | φωνήεν    | όνομα    |
| Vocativo   | καθεστώς   | προϊόν    | κρέας   | αίμα    | ενδιαφέρον    | σύμπαν    | φωνήεν    | όνομα    |

#### Plurale
| Caso       |            |           |         |         |               |           |           |          |
| ---------- | ---------- | --------- | ------- | ------- | ------------- | --------- | --------- | -------- |
| Nominativo | καθεστώτα  | προϊόντα  | κρέατα  | αίματα  | ενδιαφέροντα  | σύμπαντα  | φωνήεντα  | ονόματα  |
| Genitivo   | καθεστώτων | προϊόντων | κρεάτων | αιμάτων | ενδιαφερόντων | συμπάντων | φωνηέντων | ονομάτων |
| Accusativo | καθεστώτα  | προϊόντα  | κρέατα  | αίματα  | ενδιαφέροντα  | σύμπαντα  | φωνήεντα  | ονόματα  |
| Vocativo   | καθεστώτα  | προϊόντα  | κρέατα  | αίματα  | ενδιαφέροντα  | σύμπαντα  | φωνήεντα  | ονόματα  |

### L'aggettivo
Valgono le stesse regole dell'aggettivo alla greca: l'aggettivo del greco moderno è come un sostantivo, si declina nella forma singolare e plurale, e può essere maschile, femminile neutro, a seconda delle uscite che ha, può essere a due uscite (maschile, neutro), o appunto tre, e deve concordare in caso, genere e numero col sostantivo o col participio sostantivato.

## I pronomi
I pronomi personali greci svolgono la stessa funzione di quelli italiani. Come nella nostra lingua, i pronomi personali greci sono tre, di prima, seconda e terza persona. I pronomi personali in greco si declinano e posseggono due forme: quella tonica e quella atona. È molto usata la forma atona, mentre invece la forma tonica è usata in pochi casi, ad esempio quando si deve mettere in risalto il possesso di un oggetto, come in questo caso: αυτό είναι το αυτοκίνητο εμένα! questa è la mia automobile!
Si potrebbe usare anche la forma atona: αυτό είναι το αυτοκίνητό μου.
Avete notato che la parola αυτοκίνητo possiede due accenti? Questo perché μου è una forma atona e, essendo αυτοκίνητo un nome proparossitono, se non fosse stato posto un secondo accento sull'ultima sillaba, ci sarebbero state troppe sillabe non accentate.
Ecco le tabelle con le declinazioni dei pronomi personali:
Pronome personale di 1° persona.
Singolare:
| Caso       | Forme toniche | Forme atone |
| ---------- | ------------- | ----------- |
| Nominativo | εγώ           | /           |
| Genitivo   | εμένα         | μου         |
| Accusativo | εμένα         | με          |

Plurale:
| Caso       | Forme toniche | Forme atone |
| ---------- | ------------- | ----------- |
| Nominativo | εμείς         | /           |
| Genitivo   | εμάς          | μας         |
| Accusativo | εμάς          | μας         |

Pronome personale di 2° persona.
Singolare
| Caso       | Forme toniche | Forme atone |
| ---------- | ------------- | ----------- |
| Nominativo | εσύ           | /           |
| Genitivo   | εσένα         | σου         |
| Accusativo | εσένα         | σε          |

Plurale:
| Caso       | Forme toniche | Forme atone |
| ---------- | ------------- | ----------- |
| Nominativo | εσείς         | /           |
| Genitivo   | εσάς          | σας         |
| Accusativo | εσάς          | σας         |

## Il participio
L'importanza del participio si è molto ridotta rispetto al greco antico e l'attuale participio presente del greco moderno è usato in modo simile al participio o al gerundio italiani. La sua forma è invariabile in genere e numero e ha la terminazione -οντας/-ώντας: έχοντας (da έχω), λύνοντας (da λύνω), όντας (da είμαι), αγαπώντας (da αγαπάω), ecc.

## Il verbo
La coniugazione del verbo greco presenta:
- Tre persone: prima, seconda, terza;
- Due numeri: singolare, plurale;
- Tre diatesi: attiva, media*, passiva;
- Sette tempi: presente, imperfetto, futuro semplice, futuro anteriore, aoristo, passato prossimo, trapassato prossimo;
- Quattro modi finiti: indicativo, congiuntivo, imperativo, condizionale;
- Due modi infiniti: participio, gerundio.

Il greco, a differenza dell'italiano, possiede una terza diatesi: quella media. Essa è traducibile in italiano con le forme riflessive dei verbi, ad esempio: αλλάζω (cambio) αλλάζομαι (mi cambio); σηκώνω (alzo) σηκώνομαι (mi alzo). Ci sono alcuni verbi che possiedono solo la forma media, come ad esempio ντούνομαι (mi vesto), αισθάνομαι (percepisco), έρχομαι (vado, vengo). Le desinenze medie sono uguali a quelle passive.
I tempi si suddividono in: 
- Principali: presente, futuro semplice, futuro anteriore;
- Storici o secondari: imperfetto, aoristo, passato prossimo, trapassato prossimo.

Possiamo poi distinguere due gruppi di verbi: quelli parossitoni (con l'accento sulla penultima sillaba) e quelli ossitoni, o contratti (con l'accento sull'ultima sillaba). Da ora in poi li chiameremo rispettivamente del primo gruppo e del secondo gruppo.
A loro volta i verbi del secondo gruppo si dividono in altri due tipi: quelli contratti in -άω e quelli contratti in -έω. I verbi contratti in -έω seguono una coniugazione più arcaica. Da notare che mentre nella prima persona singolare dei verbi contratti in -άω la desinenza può rimanere anche non contratta, quindi -άω (es. si può dire μιλάω o μιλώ indifferentemente), quelli in -έω non hanno questa possibilità di uscita (potremo dunque dire solo καλώ e mai καλέω).
In quanto alle desinenze, troviamo due tipi, per l'attivo e per il medio-passivo (la diatesi media e quella passiva presentano le stesse desinenze):
- Principali;
- Storiche.

Di seguito le tabelle con le desinenze.
Desinenze principali
Primo gruppo
| Persona  | Attivo  | Medio-passivo |
| -------- | ------- | ------------- |
| 1a sing. | -ω      | -μαι          |
| 2a sing. | -εις    | -σαι          |
| 3a sing. | -ει     | -ται          |
| 1a plur. | -ουμε   | -μαστε        |
| 2a plur. | -ετε    | -στε          |
| 3a plur. | -ουν(ε) | -νται         |

Secondo gruppo, contratti in -άω
| Persona  | Attivo         | Medio-passivo   |
| -------- | -------------- | --------------- |
| 1a sing. | -ώ,-άω         | -ιέμαι          |
| 2a sing. | -άς,           | -ιέσαι          |
| 3a sing. | -ά,-άει        | -ιέται          |
| 1a plur. | -άμε,-ούμε     | -ιόμαστε        |
| 2a plur. | -άτε           | -ιέστε,-ιόσαστε |
| 3a plur. | -άν(ε),-ούν(ε) | -ιούνται        |

Secondo gruppo, contratti in -έω
| Persona  | Attivo  | Medio-passivo |
| -------- | ------- | ------------- |
| 1a sing. | -ώ      | -ούμαι        |
| 2a sing. | -είς    | -είσαι        |
| 3a sing. | -εί     | -είται        |
| 1a plur. | -ούμε   | -ούμαστε      |
| 2a plur. | -είτε   | -είστε        |
| 3a plur. | -ούν(ε) | -ούνται       |

Desinenze storiche o secondarie
Primo gruppo
| Persona  | Attivo | Medio-passivo   |
| -------- | ------ | --------------- |
| 1a sing. | -α     | -μουν           |
| 2a sing. | -ες    | -σουν           |
| 3a sing. | -ε     | -ταν            |
| 1a plur. | -αμε   | -μαστε, -μασταν |
| 2a plur. | -ατε   | -σαστε, -σασταν |
| 3a plur. | -αν(ε) | -νταν(ε)        |

Secondo gruppo, contratti in -άω
| Persona  | Attivo    | Medio-passivo                   |
| -------- | --------- | ------------------------------- |
| 1a sing. | -ούσα     | -ιόμουν(α)                      |
| 2a sing. | -ούσες    | -ιόσουν(α)                      |
| 3a sing. | -ούσε     | -ιόταν(ε)                       |
| 1a plur. | -ούσαμε   | -ιόμαστε, -ιόμασταν             |
| 2a plur. | -ούσατε   | -ιόσαστε,-ιόμασταν              |
| 3a plur. | -ούσαν(ε) | -ιόνταν(ε) -ιούνταν, -ιόντουσαν |

Secondo gruppo, contratti in -έω
| Persona  | Attivo    | Medio-passivo   |
| -------- | --------- | --------------- |
| 1a sing. | -ούσα     | -ούμουν         |
| 2a sing. | -ούσες    |                 |
| 3a sing. | -ούσε     | -ούνταν, -είτο  |
| 1a plur. | -ούσαμε   | -ούμαστε        |
| 2a plur. | -ούσατε   |                 |
| 3a plur. | -ούσαν(ε) | -ούνταν, -ούντο |

### Tempi continuativi e momentanei
Il greco infatti fa anche caso al modo nel quale l'azione è vista. Avremo quindi tempi continuativi e momentanei. Questo vale per l'indicativo futuro, il congiuntivo, e  l'imperativo.
I tempi continuativi sono usati per esprimere un'azione continuata o ripetuta, indica l'abitudine e la generalità. Ad esempio: από αύριο θα σηκώνομαι στις οκτώ, da domani mi alzerò alle otto.
I tempi momentanei sono usati per esprimere un'azione della quale non si prevede la durata: ad esempio θα τηλεφωνήσω στον Ανδρέα αύριο, "telefonerò a Andreas domani".
C'è un tema verbale per i tempi continuativi e un altro per quelli momentanei.
Il tema di quelli continuativi è esattamente lo stesso del presente, con nessuna variazione. (es. γράφω > θα/να γράφω).
Il tema dei tempi momentanei è il tema dell'aoristo, senza aumenti e con le desinenze principali.
Facciamo alcuni esempi:
- γράφ-ω > aoristo έ-γραψ-α > togliamo l'aumento e mettiamo la desinenza dei tempi principali > γράψ-ω (preceduto dalla particella che introduce il futuro (θα) o da quella che introduce il congiuntivo (να o ας). L'imperativo non prevede alcuna particella, ma ha delle desinenze proprie, che vedremo più in là).
- μιλ-άω > aoristo μίλη-σα > μιλή-σω (l'accento torna nella sua posizione originaria nel caso dei verbi del primo gruppo e sulla penultima sillaba nel caso di quelli del secondo gruppo).
- καλ-ώ > aoristo κάλε-σα > καλέ-σω.

Le particelle sono queste:
- Il futuro è sempre introdotto da θα
- Il congiuntivo è sempre introdotto da να ο ας.

I verbi che hanno l'aoristo irregolare formano i tempi momentanei così:
- λέ(γ)ω (dire) > aor. είπα > θα/να πω
- τρώω (mangiare) >  aor. έφαγα > θα/να φάω
- πίνω (bere) > aor. ήπια > θα/να πιώ
- βλέπω (vedere) > aor. είδα > θα/να δω
- βάζω (mettere) > aor. έβαλα > θα/να βάλω
- παίρνω (prendere) > aor. πήρα > θα/να πάρω
- περνάω (passare)  > aor. πέρασα > θα/να περάσω
- βρίσκω (trovare)* > aor. βρήκα > θα/να βρω
- πηγαίνω/πάω (andare) > aor. πήγα > θα/να πάω
- κάνω (fare) > aor. έκανα > θα/να κάνω

La stessa cosa vale per formare i tempi momentanei alla voce medio-passiva, in particolare, di solito si forma così:
dall'aoristo medio-passivo togliamo la parte finale in -ηκα e sostituiamolo con le desinenze dei verbi contratti in -έω, quindi ossitoni, ad esempio:
γράφω > γράφτηκα > θα/να γραφτώ, γραφτείς, γραφτεί, eccetera.

## Presente
Il presente del greco moderno segue, nell'indicativo, le stesse regole del greco antico.

### Indicativo
La coniugazione di tre esempi di verbi, γράφω (scrivo), μιλάω (parlo), καλώ (chiamo), rispettivamente del primo gruppo, del secondo contratti in -άω e del secondo contratti in -έω.
Attivo
| Persona  |             |                   |            |
| -------- | ----------- | ----------------- | ---------- |
| 1a sing. | γράφ-ω      | μιλ-άω/-ώ         | καλ-ώ      |
| 2a sing. | γράφ-εις    | μιλ-άς            | καλ-είς    |
| 3a sing. | γράφ-ει     | μιλ-ά/-άει        | καλ-εί     |
| 1a plur. | γράφ-ουμε   | μιλ-άμε/-ούμε     | καλ-ούμε   |
| 2a plur. | γράφ-ετε    | μιλ-άτε           | καλ-είτε   |
| 3a plur. | γράφ-ουν(ε) | μιλ-άν(ε)/-ούν(ε) | καλ-ούν(ε) |

Mediopassivo
| Persona  |              |                     |              |
| -------- | ------------ | ------------------- | ------------ |
| 1a sing. | γράφ-ο-μαι   | μιλ-ιέ-μαι          | καλ-ού-μαι   |
| 2a sing. | γράφ-ε-σαι   | μιλ-ιέ-σαι          | καλ-εί-σαι   |
| 3a sing. | γράφ-ε-ται   | μιλ-ιέ-ται          | καλ-εί-ται   |
| 1a plur. | γραφ-ό-μαστε | μιλ-ιό-μαστε        | καλ-ού-μαστε |
| 2a plur. | γράφ-ε-στε   | μιλ-ιέ-στε/ιό-σαστε | καλ-εί-στε   |
| 3a plur. | γράφ-ο-νται  | μιλ-ιού-νται        | καλ-ού-νται  |

### Congiuntivo
Il congiuntivo greco può essere tradotto con quello italiano. Non avendo la lingua greca il modo infinito, a sostituirlo è il congiuntivo. Ad esempio: πάω να αγοράσω την εφημερίδα, vado a comprare il giornale, δεν θέλω να φύγεις τώρα, non voglio che tu vada via adesso.
Il congiuntivo è sempre introdotto dalle particelle να ο ας.
Di seguito si riporta la coniugazione del congiuntivo continuativo (formato dalla particella να + l'indicativo presente)  e momentaneo (formato dalla particella να + aoristo senza aumento + desinenze del presente) del verbo πλέκω "intrecciare": 
```
		CONG. CONTINUATIVO		CONG. MOMENTANEO
				
1 sing.		να πλέκω		        να πλέξω
2 sing.		να πλέκεις		        να πλέξεις
3 sing.		να πλέκει		        να πλέξει
1 plur.		να πλέκουμε		        να πλέξουμε
2 plur.		να πλέκετε		        να πλέξετε
3 plur.		να πλέκουν		        να πλέξουν

```

Siccome l'aoristo del verbo λέω "dire" è είπα "dissi", togliamo da esso l'aumento (εί) e la desinenza dell'aoristo (α) ci rimane il tema verbale π: infatti il congiuntivo momentaneo di λέω e να πω.

## Imperfetto
I verbi del primo gruppo all'imperfetto prendono a volte l'aumento in ε- o η-. Dal momento che alla voce attiva dell'imperfetto l'accento si ritrae di una sillaba indietro, i verbi parossitoni (del primo gruppo) bisillabici devono crearne una terza. Questa viene formata dall'aumento, che rimane solo dove è accentato. Lo troveremo quindi in tutte le persone dell'imperfetto attivo, eccetto la prima e la seconda plurale, ove invece torna nella sua posizione originaria. Infatti diremo έ-γραφ-α, ma γράφ-αμε e γράφ-ατε, poiché l'accento, per la legge del trisillabismo, non può essere ritratto oltre la terzultima sillaba.
Nella diatesi medio-passiva non vi è alcun aumento.
I verbi ossitoni (del secondo gruppo) all'imperfetto non prendono nessun aumento. Per questa classe verbale l'imperfetto si forma con il suffisso -ουσ-, che metteremo dopo la radice del verbo e prima della desinenza. Diremo quindi μιλ-ούσ-α, μιλ-ούσ-ες, μιλ-ούσ-ε, ecc.
Anche i verbi del secondo gruppo alla voce medio passiva mantengono l'accento nella loro posizione originaria.
In greco ci sono molti verbi composti da un preverbio che precede il verbo vero e proprio. Ad esempio: προσ-φέρω, υπο-φέρω, εν-δια-φέρω, ecc.
προσ-, υπο- εν-, δια-, sono tutti preverbi. Per formare l'imperfetto basta "separare" il verbo dal preverbio e mettere tra questi due (se necessario) l'aumento. Ad esempio: προσφέρω > προσ-έ-φερ-α.
Attivo
Ecco le tabelle con i tre verbi-esempio coniugati all'imperfetto attivo.
| Persona  |                    |               |               |
| -------- | ------------------ | ------------- | ------------- |
| 1a sing. | έ-γραφ-α           | μιλ-ούσ-α     | καλ-ούσ-α     |
| 2a sing. | έ-γραφ-ες          | μιλ-ούσ-ες    | καλ-ούσ-ες    |
| 3a sing. | έ-γραφ-ε           | μιλ-ούσ-ε     | καλ-ούσ-ε     |
| 1a plur. | γράφ-αμε           | μιλ-ούσ-αμε   | καλ-ούσ-αμε   |
| 2a plur. | γράφ-ατε           | μιλ-ούσ-ατε   | καλ-ούσ-ατε   |
| 3a plur. | έ-γραφ-αν/γράφ-ανε | μιλ-ούσ-αν(ε) | καλ-ούσ-αν(ε) |

Mediopassivo
Ecco le tabelle con i tre verbi-esempio coniugati all'imperfetto medio-passivo.
| Persona  |                      |                                              |                            |
| -------- | -------------------- | -------------------------------------------- | -------------------------- |
| 1a sing. | γραφ-ό-μουν          | μιλ-ιό-μουν(α)                               | καλ-ού-μουν                |
| 2a sing. | γραφ-ό-σουν          | μιλ-ιό-σουν(α)                               | καλ-ού-σουν                |
| 3a sing. | γραφ-ό-ταν           | μιλ-ιό-ταν(ε)                                | καλ-ού-ταν, ε-καλ-εί-το*   |
| 1a plur. | γραφ-ό-μαστε/-μασταν | μιλ-ιό-μαστε/-μασταν                         | καλ-ού-μαστε               |
| 2a plur. | γραφ-ό-σαστε/-σασταν | μιλ-ιό-σαστε/-σασταν                         | καλ-ού-σαστε/-σασταν       |
| 3a plur. | γράφ-ο-νταν(ε)       | μιλ-ιό-νταν(ε), μιλ-ιού-νταν, μιλ-ιό-ντουσαν | καλ-ού-νταν, ε-καλ-ού-ντο* |

- Alla terza persona singolare e plurale dell'attivo e medio-passivo imperfetto, abbiamo due possibilità, una riprende la desinenza del greco antico, che prevede aumento anche se non accentato, e un'altra più moderna.

Imperfetti particolari
Alcuni verbi all'imperfetto sono irregolari, ovvero possono prendere ad esempio aumenti particolari. Vediamone alcuni:
- θέλω (voglio) > ήθελα (volevo)
- ξέρω (so) > ήξερα (sapevo)
- έχω (ho) > είχα (avevo)

## Aoristo
Come anche nell'imperfetto, all'aoristo l'accento si ritrae di una sillaba indietro, ed è previsto l'aumento. Valgono quindi le stesse regole dell'imperfetto. I verbi parossitoni del primo gruppo bisillabici devono creare una terza sillaba mediante aumento, che però scompare nella prima e seconda persona plurale (sempre per la legge del trisillabismo). I verbi ossitoni del secondo gruppo non prendono aumento in nessuna voce. La diatesi medio-passiva di entrambi i gruppi non prende l'aumento.
I verbi del secondo gruppo non prendono aumento in nessuna voce verbale.
Per formare l'aoristo di un verbo basta verificare qual è l'ultimo termine della radice verbale (individuabile togliendo la desinenza) e applicare le regole che così possiamo riassumere:
Verbi con radice terminante in: -ζ, -ν,-θ, -τ > caduta della consonante > al suo posto -σ + desinenze storiche. I verbi che terminano in -ωνω sostituiscono ugualmente lο -ν con -σ. Esempi:
- κερδίζω > κέρδισα
- πιάνω > έπιασα
- νιώθω > ένιωσα
- προσθέτω > πρόσθεσα
- δηλώνω > δήλωσα

Verbi con radice terminante in -γ, -χ, -σσ, a volte -ζ > sostituiamo la consonante finale con -ξ > desinenze storiche. Esempi:
- λήγω > έληξα
- ελέγχω > έλεγξα
- φυλάσσω > φύλαξα
- αλλάζω > άλλαξα
- τρέχω > τρέξα

Da notare che -ξ è una consonante doppia formata da κ+σ, dalla "fusione" della consonante della radice con il suffisso -σ otteniamo appunto tale consonante.
I verbi che terminano con -σσ formano l'aoristo con -ξ perché -σσ è il risultato di un tema terminante in γ, κ, χ, più un'antica lettera dell'alfabeto greco detta jod.
Verbi con radice terminante in -φ, -β, -π, -πτ, -φτ, -αυ, -ευ > sostituiamo l'ultima (o le ultime due, nel caso di -πτ e -φτ) con -ψ > desinenze storiche.
Esempi:
- γράφω > έγραψα
- κρύβω > έκρυψα
- αστράφτω > άστραψα
- απορρίπτω > απέρριψα
- λάμπω > έλαμψα
- πιστεύω > πίστεψα
- παύω > έπαψα

Verbi con radice terminante in -ρ, -λ, -ρν, -λν e raramente -ν > L'aoristo si forma senza il suffisso -σ e il tema rimane invariato > desinenze storiche.
Esempi: 
- προσφέρω > προσέφερα
- προσβάλλω > προσέβαλα
- φέρνω > έφερα
- στέλνω > έστειλα
- μένω > έμεινα

I verbi che terminano in -λλω all'aoristo hanno un solo -λ. Molti verbi di questa categoria all'aoristo mutano il tema verbale, come ad esempio αγγέλλω > άγγειλα, μένω > έμεινα, στέλνω ο στέλλω > έστειλα.
Verbi che terminano in -αίνω e -άνω: possono formare l'aoristo con il suffisso -σ oppure no. In quest'ultimo caso abbiamo tre possibilità:
- Verbi che perdono la sillaba -αιν. Es. καταλαβαίνω > κατάλαβα
- Verbi che formano l'aoristo in -ανα. Es. ζεσταίνω > ζέστανα
- Verbi che formano l'aoristo in -υνα. Es. ομορφαίνω > ομόρφυνα

La maggior parte dei verbi contratti del secondo gruppo formano l'aoristo in -ησα (es. ζητάω/ώ > ζήτησα). Ce ne sono alcuni poi che possono formarlo in:
- -ασα γελάω > γέλασα, πεινάω > πείνασα, διψάω > δίψασα, περνάω > πέρασα.
- -εσα καλώ > κάλεσα, μπορώ > μπόρεσα.
- -υσα μεθώ > μέθυσα
- -ηξα τραβώ > τράβηξα
- -αξα πετάω > πέταξα
- -εψα θαρρώ > θάρεψα

La maggior parte dei verbi del secondo gruppo esce comunque in -ησα.
Da notare che possono uscire in -ασα solo i verbi contratti in -άω mentre invece possono uscire in -εσα solo i contratti in -έω.
I verbi bisillabici uscenti in -εω (e i loro composti) formano l'aoristo in -ευσ-. Questi verbi sono comunque pochi, ad esempio:
- ρέω > έρρευσα
- πνέω > έπνευσα

Ce ne sono poi altri anche non bisillabici terminanti in dittongo -αυ e -ευ, che lo mantengono aggiungendo il suffisso -σ, ad esempio παύω > aor. έπαυσα ο έπαψα.
Per quanto riguarda la formazione dell'aoristo medio-passivo possiamo così riassumere le regole:
- I verbi che all'aoristo attivo escono in -σα alla voce medio-passiva escono in -θηκα ο -στηκα.
- I verbi che all'aoristo attivo escono in -ψα alla voce medio-passiva escono in -φτηκα.
- I verbi che all'aoristo attivo escono in -ξα alla voce medio-passiva escono in -χτηκα.
- I verbi che terminano in -αύω e -εύω e che all'aoristo escono in -ψα alla voce medio-passiva escono in -αύτηκα e -εύτηκα.
- I verbi che terminano in -ρ, -λ, -ρν, -λν danno ugualmente -θηκα e -νθηκα.

Esempi:
- λύνω > έλυσα > λύθηκα.
- γράφω > έγραψα > γράφτηκα.
- αλλάζω > άλλαξα > αλλάχτηκα.
- πιστέυω > πίστεψα > πιστεύτηκα.
- φέρω > έφερα > φέρθηκα.

Di solito escono in -στηκα i verbi di cui l'ultimo termine della radice è -ζ.
Aoristi irregolari
Alcuni verbi hanno l'aoristo irregolare, ovvero in alcuni casi cambiano del tutto il tema verbale. Facciamo alcuni esempi:
- λέ(γ)ω* (dire) > imperf. έλεγα > aor. είπα
- τρώω (mangiare) > imperf. έτρωγα > aor. έφαγα
- πίνω (bere) > imperf. έπινα > aor. ήπια
- βλέπω* (vedere) > imperf. έβλεπα > aor. είδα
- βάζω* (mettere) > imperf. έβαζα > aor. έβαλα
- παίρνω (prendere) > imperf. έπαιρνα > aor. πήρα
- περνάω (passare) > imperf. περνούσα > aor. πέρασα
- βρίσκω (trovare)* > imperf. έβρισκα > aor. βρήκα
- πηγαίνω/πάω* (andare) > imperf. πήγαινα > aor. πήγα

Il verbo λέ(γ)ω ha una coniugazione contratta, di cui parleremo più avanti.
Βλέπω riprende l'aoristo di un antico verbo con lo stesso significato: ὁράω.
Il verbo βρίσκω corrisponde al più arcaico verbo ευρίσκω: nella seconda forma, pronunciata evrìsko, la ε è stata sentita come semplice vocale protetica ed è caduta lasciando βρίσκω, con cambiamento ortografico della υ in β per mantenere la pronuncia.
È molto più usato πάω al posto di πηγαίνω. Πάω sarebbe la forma per il congiuntivo e per il futuro. I verbi monosillabici in -άω, come πάω seguono una coniugazione un po particolare, che vedremo più in là.
Aoristo attivo
Ecco la tabella con i tre verbi-esempio coniugati all'aoristo attivo.
| Persona  |                    |             |             |
| -------- | ------------------ | ----------- | ----------- |
| 1a sing. | έ-γραψ-α           | μίλη-σα     | κάλε-σα     |
| 2a sing. | έ-γραψ-ες          | μίλη-σες    | κάλε-σες    |
| 3a sing. | έ-γραψ-ε           | μίλη-σε     | κάλε-σε     |
| 1a plur. | γράψ-αμε           | μιλή-σαμε   | καλέ-σαμε   |
| 2a plur. | γράψ-ατε           | μιλή-σατε   | καλέ-σατε   |
| 3a plur. | έ-γραψ-αν/γράψ-ανε | μίλη-σαν(ε) | κάλε-σαν(ε) |

Aoristo mediopassivo
Ecco la tabella con i tre verbi-esempio coniugati all'aoristo medio-passivo.
| Persona  |               |                |
| -------- | ------------- | -------------- |
| 1a sing. | γράφ-τηκα     | καλέ-στηκα     |
| 2a sing. | γράφ-τηκες    | καλέ-στηκα     |
| 3a sing. | γράφ-τηκε     | καλέ-στηκα     |
| 1a plur. | γραφ-τήκαμε   | καλε-στήκαμε   |
| 2a plur. | γραφ-τήκατε   | καλε-στήκατε   |
| 3a plur. | γράφ-τηκαν(ε) | καλέ-στηκαν(ε) |

## Futuro
Il futuro greco corrisponde a quello italiano, e lo possiamo tradurre come tale. I tipi di futuro del greco antico non esistono più e nel greco moderno si forma premettendo la particella θα al congiuntivo presente o aoristo, distinguendo quindi fra μέλλοντας εξακολουθητικός (futuro durativo) e μέλλοντας στιγμαίος (futuro momentaneo):
- Από αύριο θα πηγαίνει στο σχολείο da domani andrà a scuola
- Αύριο θα πάω στην Ελλάδα domani andrò in Grecia

## Formazione dell'imperativo
L'imperativo greco corrisponde a quello italiano. Può essere continuativo e momentaneo, anche se in entrambi i casi in italiano lo traduciamo come imperativo. La differenza tra continuativo e momentaneo è che nel primo caso si intende dire, ad esempio, "continua a scrivere", mentre nel secondo caso "scrivi! (ora)"
L'imperativo ha solo la seconda persona singolare e plurale, le altre voci vengono sostituite dal congiuntivo, detto esortativo.
Le desinenze sono indicate nelle seguenti tabelle.
Attivo
|                    | Primo gruppo | Contratti in -άω | contratti in -έω |
| ------------------ | ------------ | ---------------- | ---------------- |
| Tempi continuativi | -ε, -ετε     | -α, -ατε         | -/, είτε*        |
| Tempi momentanei   | -ε, -τε      | -ησε, -ήστε*     | -ησε, -ήστε*     |

- Il terzo gruppo non possiede una desinenza dell'imperativo della seconda persona singolare nei tempi continuativi, essa viene quindi sostituita da quella dei tempi momentanei.
- Le desinenze -ησε, -ήστε possono variare in -ασε, -άστε ο -εσε, -έστε a seconda che il verbo esca all'aoristo in -ησα, -ασα, ο -εσα.

Mediopassivo
|                    | Primo gruppo | Contratti in -άω | contratti in -έω |
| ------------------ | ------------ | ---------------- | ---------------- |
| Tempi continuativi | -/,* -εστε   | -/,* -ιέστε      | -/,* είστε       |
| Tempi momentanei   | -ου*, -είτε  | -ήσου, -είτε     | -ήσου, -είτε     |

- Alla voce medio-passiva non esiste una desinenza per la seconda persona singolare dei tempi continuativi, essa viene sostituita da quella dei tempi momentanei
- Le desinenze -ου e -ήσου si applicano al tema dell'aoristo attivo, mentre tutte le altre al tema dell'aoristo medio-passivo, ad esempio: γράφω > έγραψα, γράφτηκα > γράψου, γραφτείτε
- Vale la nota 2 relativa alla desinenze della voce attiva, la desinenza -ήσου a seconda dell'uscita dell'aoristo può essere anche -άσου o -έσου.